# Jacques-Antoine Vallin
 (novembre 2021).
La mise en forme du texte ne suit pas les recommandations de Wikipédia : il faut le « wikifier ».
Les points d'amélioration suivants sont les cas les plus fréquents. Le détail des points à revoir est peut-être précisé sur la page de discussion.
- Les titres sont pré-formatés par le logiciel. Ils ne sont ni en capitales, ni en gras.
- Le texte ne doit pas être écrit en capitales (les noms de famille non plus), ni en gras, ni en italique, ni en « petit »…
- Le gras n'est utilisé que pour surligner le titre de l'article dans l'introduction, une seule fois.
- L'italique est rarement utilisé : mots en langue étrangère, titres d'œuvres, noms de bateaux, etc.
- Les citations ne sont pas en italique mais en corps de texte normal. Elles sont entourées par des guillemets français : « et ».
- Les listes à puces sont à éviter, des paragraphes rédigés étant largement préférés. Les tableaux sont à réserver à la présentation de données structurées (résultats, etc.).
- Les appels de note de bas de page (petits chiffres en exposant, introduits par l'outil «  Source ») sont à placer entre la fin de phrase et le point final[comme ça].
- Les liens internes (vers d'autres articles de Wikipédia) sont à choisir avec parcimonie. Créez des liens vers des articles approfondissant le sujet. Les termes génériques sans rapport avec le sujet sont à éviter, ainsi que les répétitions de liens vers un même terme.
- Les liens externes sont à placer uniquement dans une section « Liens externes », à la fin de l'article. Ces liens sont à choisir avec parcimonie suivant les règles définies. Si un lien sert de source à l'article, son insertion dans le texte est à faire par les notes de bas de page.
- La présentation des références doit suivre les conventions bibliographiques. Il est recommandé d'utiliser les modèles {{Ouvrage}}, {{Chapitre}}, {{Article}}, {{Lien web}} et/ou {{Bibliographie}}. Le mode d'édition visuel peut mettre en forme automatiquement les références.
- Insérer une infobox (cadre d'informations à droite) n'est pas obligatoire pour parachever la mise en page.

Pour une aide détaillée, merci de consulter Aide:Wikification.
Si vous pensez que ces points ont été résolus, vous pouvez retirer ce bandeau et améliorer la mise en forme d'un autre article.
Pour les articles homonymes, voir Vallin.
Jacques-Antoine Vallin est un peintre né en 1760 et mort à Paris le 28 novembre 1835.

## Biographie
Jacques-Antoine Vallin est le fils d’un sculpteur-ciseleur parisien, installé quai de la Mégisserie. Il entre, à l'âge de quinze ans, à l’Académie royale en 1779 sous la protection du peintre d’histoire Gabriel Doyen, puis de Callet en 1786. Il retourne[Où ?] dans l’atelier de Drevet[Lequel ?] trois ans plus tard. Il y fut aussi l’élève d’Antoine Renou.
Vallin ne débute au Salon qu'en 1791, exposant d'abord deux toiles, La Tempête et Petit paysage. L'influence de Vernet mais aussi celle de Bidauld marquent encore un tableau de 1793 comme La Bergère des Alpes conservée au musée d'Alger[Lequel ?]. Très vite, il trouve ensuite sa voie et le succès avec ses tableaux de nymphes et de bacchantes placées dans d'harmonieux paysages souvent baignés d'une fine lumière dorée. Vallin puise également son inspiration dans l'histoire antique ou la mythologie. Sa dernière apparition au Salon remonte à 1827.
Vallin est inhumé le 29 novembre 1835 au cimetière du Montparnasse.

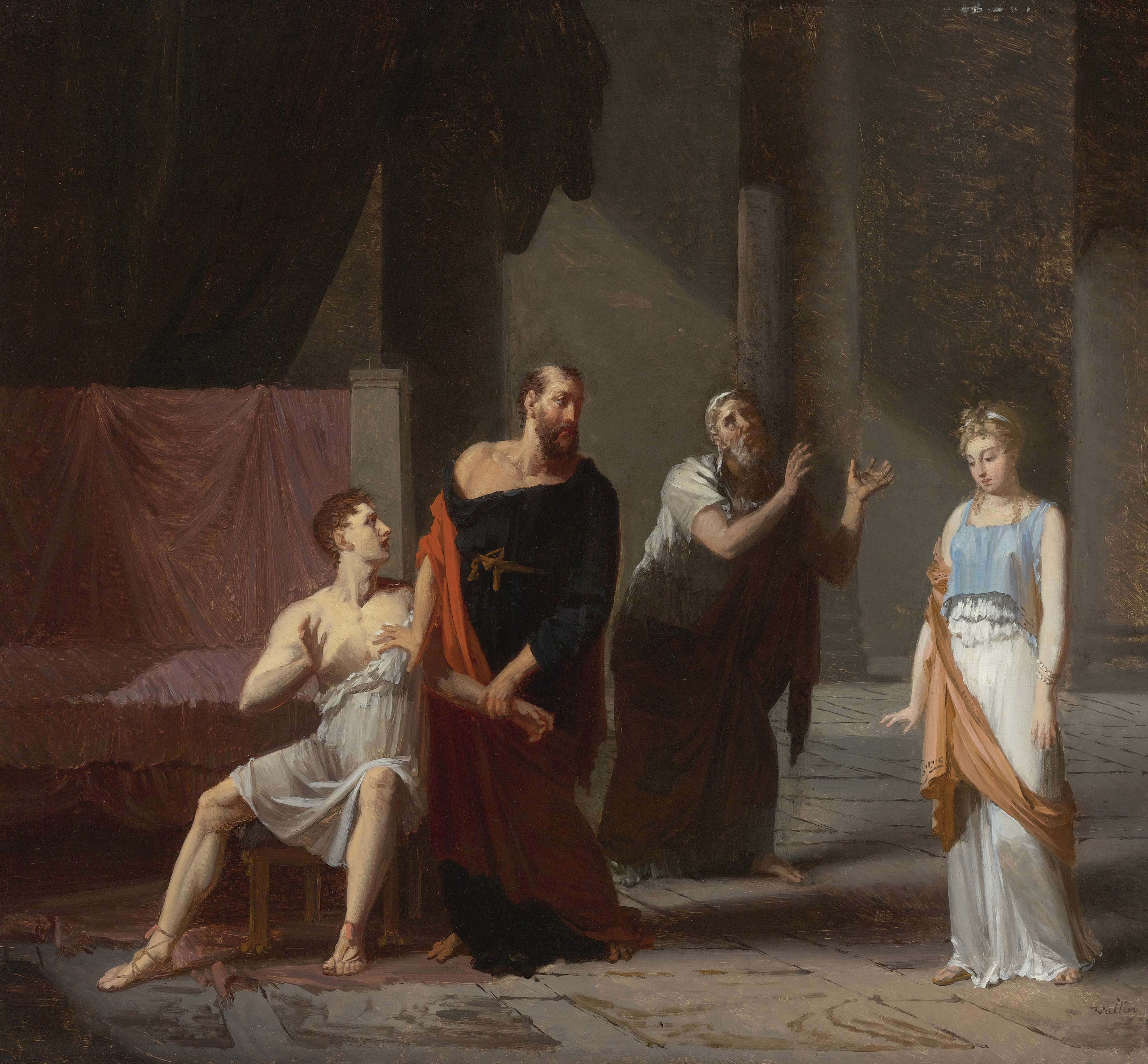
Antiochus et Stratonice, huile sur bois, localisation inconnue
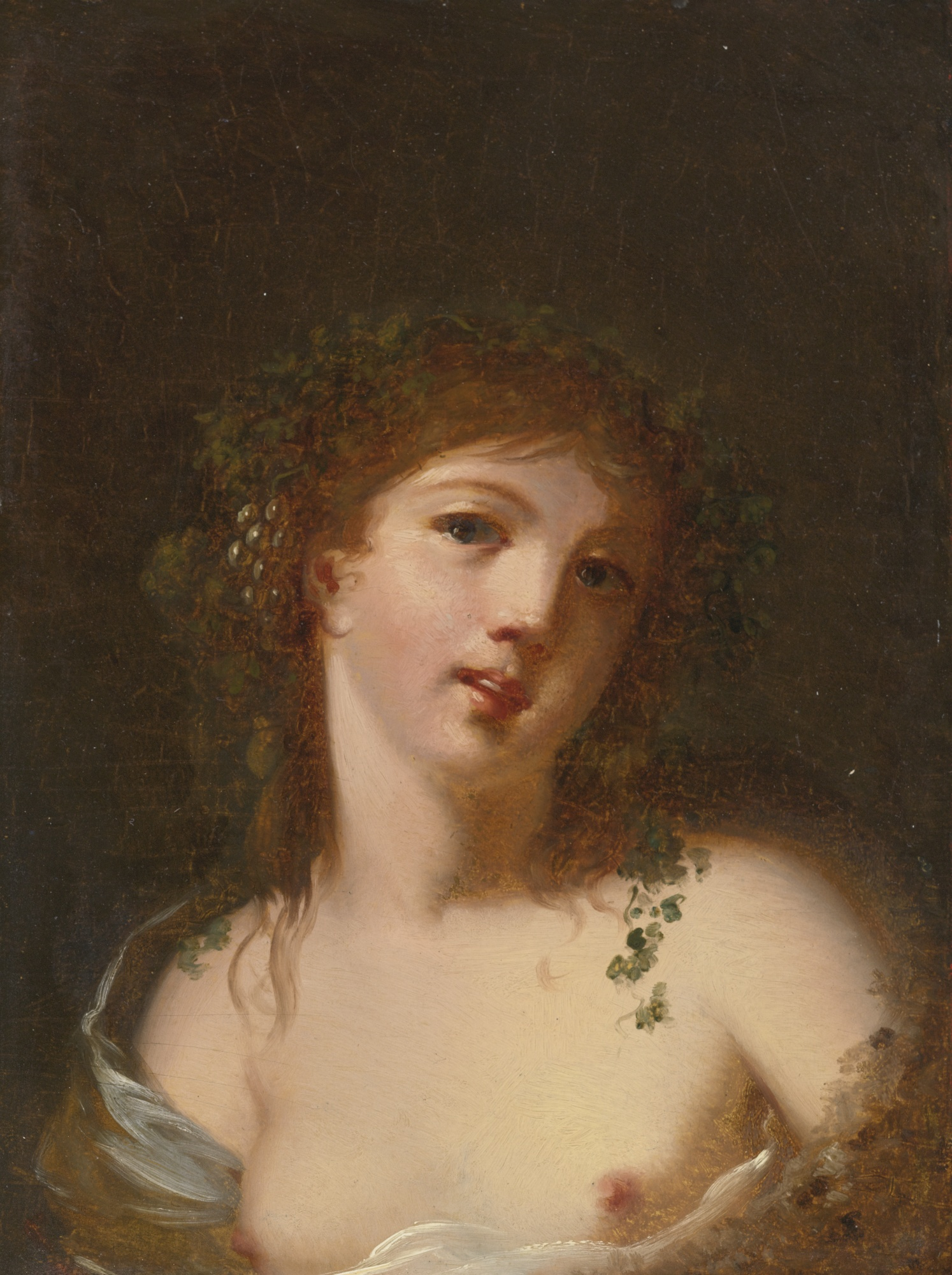
Bacchante, huile sur bois, localisation cinconnue

Vallin est le prolongateur des bacchanales et pastorales galantes de Jacques-Philippe Caresme, mais dans un style plus néo-classique voire historique, en correspondance avec son époque et proche d'un Prud'hon.
Son œuvre peint présent une fraîcheur de coloris et une réelle grâce dans les visages et attitudes des personnages.
Il exécuta aussi des portraits d’inspiration greuzienne, et plusieurs tableaux d’histoire antique ou moderne qu’il présentait en priorité au Salon.

## Collections

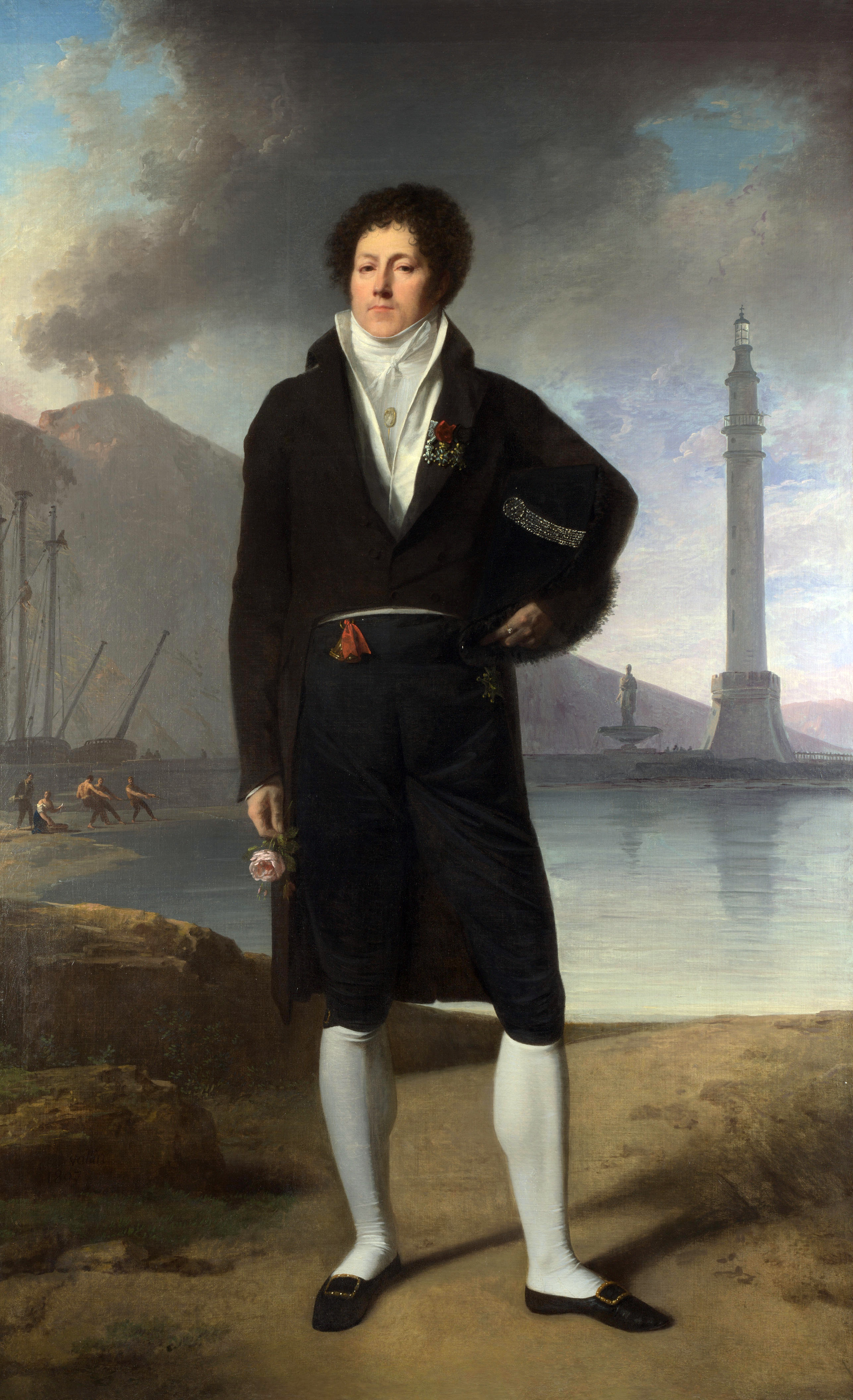
Portrait en pied du docteur Forlenze (1807), huile sur toile, Londres, National Gallery.

Plusieurs tableaux de Jacques Antoine Vallin sont présentés dans les musées français :
- Scène de naufrage, 1795 : Musée de la Révolution française de Vizille
- Bacchantes dans un paysage, 1796 : Musée des beaux arts de Quimper
- Diane et ses nymphes au bain surprises par Actéon. Effet de soleil couchant, 1810 : Musée du Louvre
- Jeune violoncelliste, 1810 : Musée Marmottan
- Diane chasseresse, 1826 : Musée Thomas Henry de Cherbourg
- La Tentation de Saint Antoine, Salon de 1827 : Musée du Louvre
- Amours combattant : Musée Magnin de Dijon
- Bacchante : Musée Magnin de Dijon
- Bacchante endormie dans un sous-bois : Musée des beaux arts de Tours
- Bacchantes et amours : Musée Municipal de Soissons
- La cascade de Tivoli : musée d'Art et d'Histoire Romain Rolland de Clamecy
- Désenchantement : Musée Magnin de Dijon
- Diane chasseresse[7] : Musée des beaux arts de Caen
- Hylas et les nymphes : Musée Baron Martin de Gray
- Nymphe allongée : Musée des Beaux-Arts et de la Dentelle d'Alençon
- Nymphes : Musée du Petit Palais
- Offrande à Pan : Musée du Petit Palais
- Portrait d'homme : Musée Magnin de Dijon

Musées étrangers : 
- Belisaire mendiant avec son enfant, 1798 : Leipzig, Museum der bildenden Künste
- Portrait en pied du docteur Forlenze, 1807 : Londres, National Gallery